# Arteria comunicante anterior
La arteria comunicante anterior es una arteria del cerebro que se origina en la porción precomunical de la arteria cerebral anterior. Conecta ambas arterias cerebrales anteriores, derecha e izquierda. No presenta ramas. Forma parte del círculo arterial cerebral, también conocido como círculo de Willis.

## Trayecto
Conecta las dos arterias cerebrales anteriores a través del nacimiento del surco longitudinal del cerebro. Algunas veces se trata de dos arterias que se unen para formar un único tronco, el cual posteriormente se divide; también puede estar completamente, o parcialmente, dividida en dos. Su longitud media es de 4 mm, aunque varía ampliamente. Emite algunos de los vasos ganglionares anteromediales (¿arterias centrales anteromediales?), no obstante estos derivan principalmente de la arteria cerebral anterior.

## Distribución
Establece conexiones entre las arterias cerebrales anteriores derecha e izquierda.

## Fisiologia
Las variaciones anatómicas de la arteria comunicante anterior son relativamente frecuentes. La arteria a veces está duplicada, multiplicada, fenestrada ("en forma de red") o muy corta, dando la impresión de que dos arterias cerebrales anteriores están fusionadas en el punto donde normalmente se espera que surja la arteria comunicante anterior.
Normalmente, la arteria comunicante anterior no contribuye significativamente al suministro de sangre cerebral, ya que hay un flujo sanguíneo neto insignificante dentro de ella, y algunas de sus ramas anteromediales parecen estar especialmente adaptadas para facilitar la detección de sodio en el prosencéfalo, en lugar de suministrar sangre al cerebro.

## Patología
El aneurisma de la arteria comunicante anterior es el aneurisma más común del círculo de Willis, y puede provocar alteraciones del campo visual tales como la hemianopsia bitemporal, psicopatología y patología del lóbulo frontal.

Arterias de la base del cerebro. La arteria comunicante anterior se encuentra arriba. Se han retirado el polo temporal del cerebro y una parte del hemisferio cerebelar del lado derecho. Vista inferior (desde debajo).